# 貢薩萊斯 (塔毛利帕斯州)

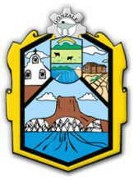

貢薩萊斯（西班牙語：González）是墨西哥的城鎮，位於該國東北部，由塔毛利帕斯州負責管轄，始建於1749年5月11日，面積3,491平方公里，每年平均降雨量850毫米，2000年人口36,341。